# Асаил
Асаил, или Азаил («созданный Богом» ; евр. Асаел или Асаель ), — ветхозаветный персонаж; военачальник четвёртого месяца над двадцатью четырьмя тысячами сынов Израилевых (1Пар. 27:7); младший из трёх сыновей Саруии — давидовых военачальников; брат Авессы (евр. Абишай) и Иоава (евр. Иоаб); по словам священного текста — «лёгкий на ноги, как серна». Был убит Сауловым военачальником Авениром и погребён в Вифлееме (2Цар. 2:18—23).
В книге Паралипоменон именуется Азаилом («Сыновья Саруии: Авесса, Иоав и Азаил, трое»; 1Пар. 2:16). 

## Библейское повествование
В качестве одного из 30 героев, составлявших гвардию царя Давида (2Цар. 23:24; 1Пар. 11:26), Асаил должен был командовать каждый четвёртый месяц, тогда как в остальные месяцы начальствовали другие (1Пар. 27:7).
Когда войска младшего сына Саула, Иевосфея (евр. Ишбошет), под предводительством Авенира (евр. Абнер) потерпели поражение в войне с Давидом, быстроногий Асаил бросился преследовать Авенира (2Цар. 2:18 и сл.) и настиг его. Напрасно Авенир убеждал его удовольствоваться в качестве трофея доспехами одного из его оруженосцев и не препятствовать в дальнейшем бегстве, — Асаил отказался. Тогда Авенир пронзил его копьём.
За это убийство Авениру отомстил главный военачальник Давида, Иоав (евр. Иоаб; 2Цар. 3:27).

## В агадической литературе
Агада рассказывает, что Асаель (слав. Асаил) отличался такой быстротой, что обгонял оленя. Он столь ловко и осторожно носился по полям, что ни один колос не пригибался к земле и не склонялся в сторону. Однако, замечает дальше Талмуд, когда пришло его время, указанное Богом, он не в состоянии был и шагу сделать и погиб, пронзённый копьем.
Согласно Талмуду, к Асаелю относится следующий стих Экклезиаста: «Я вернулся и увидел, что спасение не для быстроногих» (Эккл., 9, 11).